# 周之謨
周之謨（16世紀—17世紀），字公顯，號師純，南直隸蘇州府嘉定縣十一都人，明朝政治人物。

## 生平
周之謨是萬曆三十四年（1606年）丙午科舉人，到四十一年（1613年）成癸丑科進士，獲授開州知州，改善當地俵馬制度，又禁止殺孕婦碎屍祈雨、同姓婚姻的陋習。之後他以考最擢任職方員外郎，負責籌畫調兵餉運，同時留心地方，上奏補免賦稅，很快因病去世。

## 家族
曾祖周電。祖父周英，寿官。父周鲸，生员。生父周龍。

## 引用
1. 1 2  光緒《嘉定縣志·卷十六·人物志一》：周之謨，字公顯，通經學，登萬厯癸丑進士。知開州，州民苦俵馬，每匹價十兩，官扣其四，軍衛復多橫索；之謨躬自給價，而所進馬毛齒尺寸罔不如令。民俗禱雨鞭旱魃至，有斃孕婦碎屍骸者，又多同姓為婚，皆禁革。考最擢職方員外郎，時疆圉不靖，轉餉調兵多出之謨區畫，又留心桑梓，議蠲官布已得旨俞允，會兵興部未覆奏，方擬補牘，遽以疾卒。
2. ↑  光緒《嘉定縣志·卷十四·選舉志上》：（萬曆）三十四年丙午（舉人） 周之謨 居十一都，遷西城
3. ↑  《萬曆四十一年癸丑科進士履歷》：周之謨，師純，易三房，壬午二月十一日生。加定县人，丙午鄉試八十名，会试一百四十一名，二甲二十五名。刑部政，甲寅授開州知州，庚寅升兵部职方司员外。